# سیمون کریچلی
سیمون کریچلی (Simon Critchley متولد ۲۷ فوریه ۱۹۶۰ در هرتفوردشایر) فیلسوف اهل انگلستان است.

## آثار
- فلسفه قاره‌ای، سیمون کریچلی، ترجمهٔ خشایار دیهیمی، ناشر: ماهی
- در باب طنز، سیمون کریچلی، ترجمهٔ سهیل سمی، ناشر: ققنوس
- چگونه از زندگی دست بشوییم و دلشوره آغاز کنیم، سایمون کریچلی، ترجمهٔ مهرداد پارسا، ناشر: شَوَند، ۱۳۹۶َ
- چیزها صرفاً هستند: فلسفه در شعر والاس استیونس، سایمون کریچلی، ترجمهٔ مهرداد پارسا، نشر شَوَند، ۱۳۹۷
- دیوید بویی، سایمون کریچلی، ترجمه مهدی پارسا، نشر شَوند، ۱۳۹۴
- فلسفه در ۳۰ روز، دومینیک ژانیکو، علیرضا حسن‌پور (مترجم)، نرگس سردابی (مترجم)، با مقدمهٔ سیمون کریچلی، مسعود خیرخواه (ویراستار)، ناشر: مؤسسه انتشارات فلسفه
- فیلم به مثابه فلسفه، سایمون کریچلی و دیگران، ترجمهٔ مهرداد پارسا (مترجم و ویراستار فارسی)، ناشر: شوند
- الفبای ناممکن‌ها، سایمون کریچلی، ترجمهٔ فرهاد اکبرزاده، نشر مانیاهنر
- کتاب فیلسوفان مرده، سایمون کریچلی، ترجمه عباس مخبر، نشر مرکز ۱۳۹۱
- خیلی کم...تقریبا هیچ(مرگ،فلسفه،ادبیات)، سایمون کریچلی، ترجمه لیلا کوچک‌منش؛ نشر نی ۱۳۹۷